# Heidekopf (Hallenberg)
Der Heidekopf, auch Heidkopf genannt, bei Hallenberg im nordrhein-westfälischen Hochsauerlandkreis ist ein 704,1 m ü. NHN hoher Berg des Rothaargebirges. Er bildet den Ostausläufer des Massivs der 816,1 m hohen Ziegenhelle an der Nahtlinie zur zum Ostsauerländer Gebirgsrand gezählten Medebacher Bucht.
Auf dem bewaldeten Berg steht der Aussichtsturm Heidekopfturm.

## Geographie

### Lage
Der Heidekopf ist Teil der Ostabdachung des Rothaargebirges im Ostteil des Naturparks Sauerland-Rothaargebirge. Im Hallenberger Wald liegend erhebt sich sein Gipfel etwa 2,2 km (Luftlinie) westnordwestlich vom Ortskern der Hallenberger Kernstadt, und sein westnordwestlicher Nachbarberg ist der Hundsrücken (698,4 m).
Nördlich und östlich vorbei am Heidekopf fließt der Eder-Zufluss Nuhne und südlich der Nuhne-Zufluss Weife. Unweit nördlich des Berggipfels entspringt der Heidebach als kleiner westlicher Nuhne-Zufluss. Jenseits des Weifetals und etwa 1,5 km südlich des Gipfels verläuft die Grenze zum Landkreis Waldeck-Frankenberg in Nordhessen.

### Naturräumliche Zuordnung
Der Heidekopf gehört in der naturräumlichen Haupteinheitengruppe Süderbergland (Nummer 33), in der Haupteinheit Rothaargebirge (mit Hochsauerland) (333) und in der Untereinheit Winterberger Hochland (333.5) zum Naturraum Ziegenhelle (333.51). Südlich schließt sich der Naturraum Wilde Struth (333.50) und nördlich die Untereinheit Hohe Seite (333.7) an. Die Ostflanke fällt in der Haupteinheit Ostsauerländer Gebirgsrand (332) und in der Untereinheit Medebacher Bucht (332.4) in den Naturraum Hallenberger Hügelland (332.41) ab.

### Berghöhe und -kuppen
Der Heidekopf ist 704,1 m hoch. Er hat zwei 90 m voneinander entfernte Kuppen, von denen die Ostsüdostkuppe den Berggipfel aufweist; die Westnordwestkuppe ist 700,2 m hoch. Zwischen beiden Kuppen liegt eine 695,4 m hohe Stelle und 45 m ostnordöstlich des Gipfels eine 695,9 m hohe.

## Schutzgebiete
Auf der West- und Südflanke sowie etwas nördlich des Heidekopfs liegen Teile des Naturschutzgebiets Hallenberger Wald (CDDA-Nr. 329410; 2001 ausgewiesen; 8,747 km² groß). Der Berg liegt größtenteils im Landschaftsschutzgebiet Hallenberger Waldlandschaft (Landschaftstyp A) (CDDA-Nr. 555555286; 2004; 23,2231 km²), wobei sich in Richtung Hallenberg das LSG Grünland westlich von Hallenberg (Landschaftstyp C) (CDDA-Nr. 344982; 2004; 35 ha) anschließt. Nördlich und westlich des Bergs liegt das Fauna-Flora-Habitat-Gebiet Hallenberger Wald (FFH-Nr. 4817-301; 22,53 km²).

## Heidekopfturm

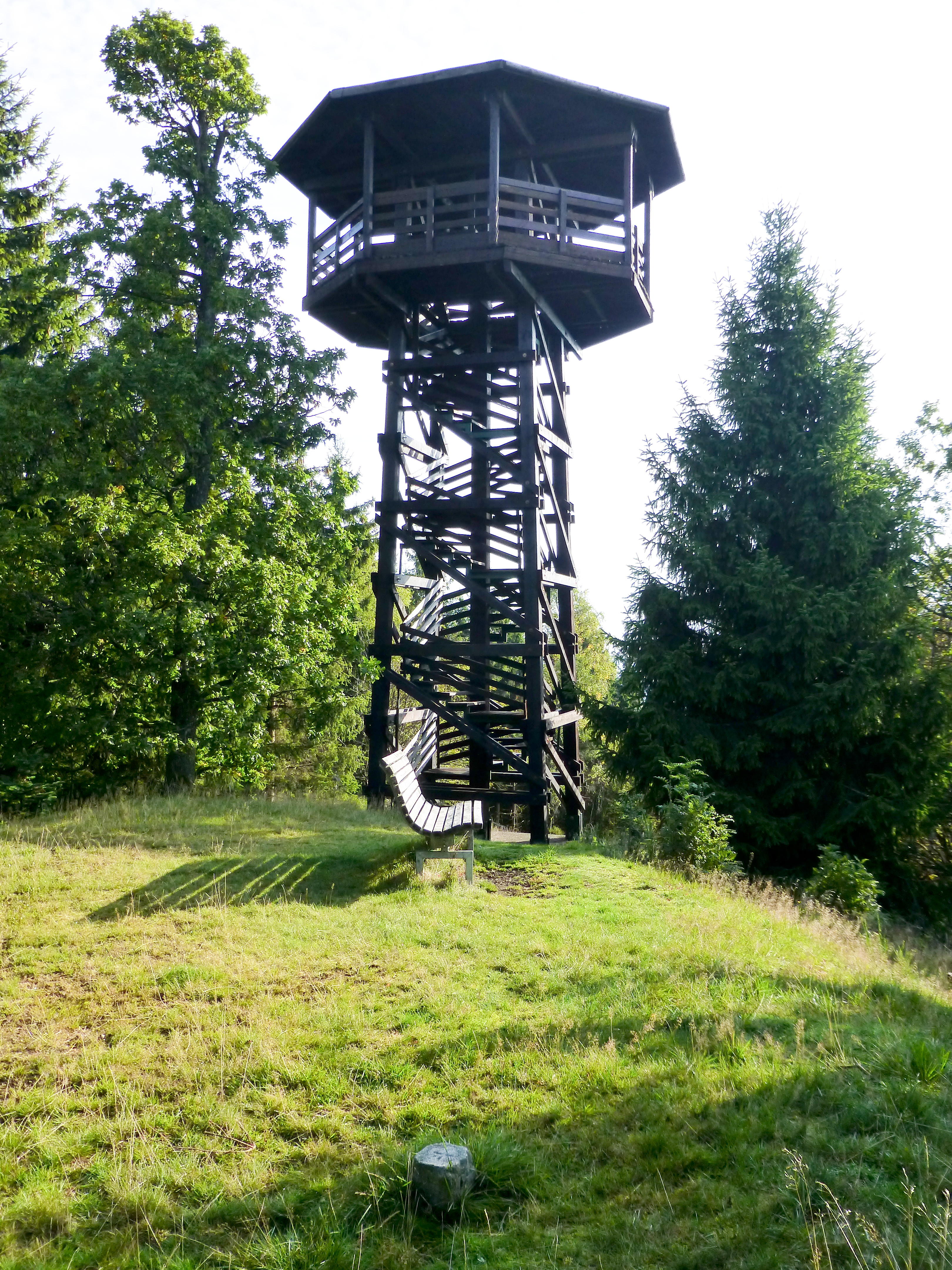
Heidekopfturm

Unmittelbar nordöstlich der höchsten Stelle des Heidekopfs steht der 1972 errichtete 13 m hohe Aussichtsturm Heidekopfturm. Von seiner überdachten Aussichtsplattform bietet sich ein Panoramablick über Teile des westlich gelegenen Rothaargebirges und in östliche Richtungen auf Hallenberg und Teile der Medebacher Bucht, hinüber zum Kellerwald, Burgwald und Habichtswälder Bergland.

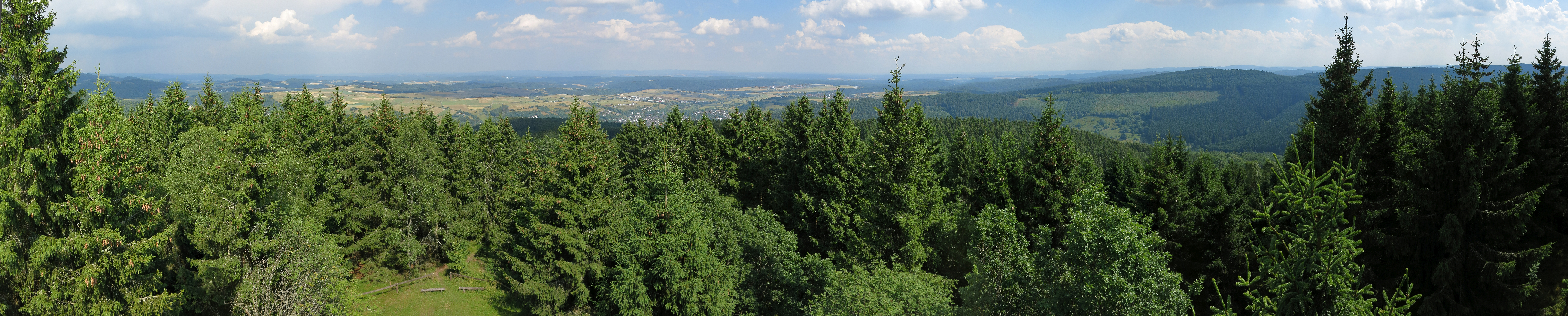
Blick vom Aussichtsturm von Nordosten über Osten nach Süden über Hallenberg und seine Ortsteile hinweg unter anderem bis zum Kellerwald und zur Sackpfeife. Der ehemals völlig freie Rundumblick vom Aussichtsturm auf dem Heidekopf wird zunehmend durch den heranwachsenden Baumbestand eingeschränkt.

## Verkehr und Wandern
Der Heidekopf wird im Nordosten von der Bundesstraße 236 (Züschen–Hallenberg) und in südlichen Richtungen von der Landesstraße 717 (Wunderthausen–Hallenberg) passiert. Weil auf den Berg keine öffentlichen Straßen führen, kann sein Gipfel nur auf Wald- und Wanderwegen aufgesucht werden, beispielsweise auf Wandererparkplätzen beginnend, die an der B 236, auf der Ostflanke und an der L 717 liegen. Die auf seinen Gipfel führenden Wege verlaufen durch bewaldete Landschaft steil bergauf.